# Élection du Conseil de sécurité des Nations unies de 2011

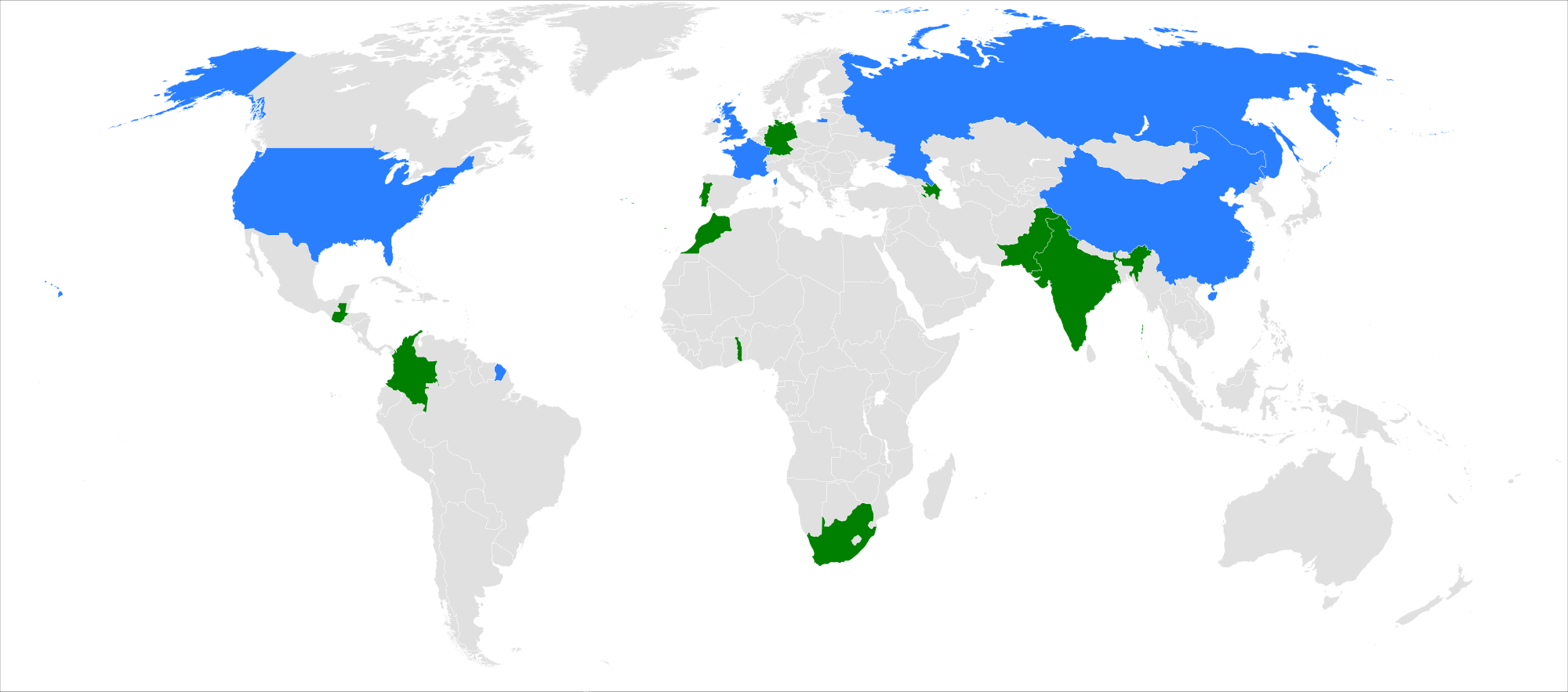
Illustration cartographique des pays membres du conseil de sécurité en 2011

L'élection du Conseil de sécurité des Nations unies de 2011 s'est tenue le 21 octobre 2011 et 24 octobre 2011 durant la 66e session de l'assemblée générale des Nations unies. L'assemblée générale avait lieu au Siège des Nations unies à New York. Le vote désigne cinq pays qui ont siégé au Conseil de sécurité en tant que membre non permanent pour un mandat de deux ans débutant le 1er janvier 2012.
Selon le règlement du conseil de sécurité, les cinq sièges à pourvoir sont répartis entre les continents de cette manière :
- deux sièges pour l'Afrique (attribués au Gabon et au Nigeria) ;
- un siège pour l'Asie (attribué au Liban) ;
- un siège pour le Groupe des États d’Europe occidentale et autres États (attribué à la Bosnie-Herzégovine) ;
- un siège pour l'Amérique latine et les Caraïbes (attribué au Brésil).